# Kladderadatsch
Kladderadatsch (onomatopee sinonimă în limba română cu „trosc”) a fost o revistă germană de satiră politică publicată la Berlin începând din 7 mai 1848 și care apărea „zilnic, cu excepția zilelor de lucru”. Ea a fost fondată de către Albert Hofmann și David Kalisch, acesta din urmă fiind fiul unui negustor evreu și autor al mai multor materiale comice. Revista și-a încetat apariția în 1944.

## Context
Primul număr, scris aproape în întregime de Kalisch, a avut un tiraj de 4.000 de exemplare tipărite, toate fiind vândute în mai puțin de 24 de ore. Ulterior au fost angajați doi scriitori, Ernst Dohm și Rudolf Löwenstein, pentru a realiza articolele comice ale revistei. Desenele satirice ale lui Wilhelm Scholz au apărut timp de patruzeci de ani, începând cu numărul doi al revistei.
La început, revista avea o apropiere conservatoare de politicile cancelarului Otto von Bismarck. După preluarea revistei în 1923 de către industriașul Hugo Stinnes, tonul revistei s-a modificat și a devenit favorabil naționalismului german și nazismului.